# Дубовый узел
Дубо́вый у́зел (англ. Overhand Bend) — соединяющий бытовой узел, которым временно связывают вместе концы двух коротких бельевых верёвок в одну длинную для удлинения. Является самым слабым (ненадёжным) из всех соединяющих узлов. Дубовый узел ослабляет тросы в месте завязывания.
Также применяют в альпинизме для связывания альпинистских верёвок, так как этот узел не цепляется за объекты при спуске по двойной верёвке с продёргиванием; в этом случае оставляют более длинные рабочие концы (40—60 диаметров верёвки).
Соединение дубовым узлом морских растительных тросов — надёжнее, чем шкотовым, но сильно затянутый узел трудно развязать, поэтому в морском деле не применяют.
Дубовый узел может быть двух вариантов — простой или восьмёрка. Дубовую восьмёрку альпинисты считают опасным узлом, и поэтому не используют.

## Способ завязывания

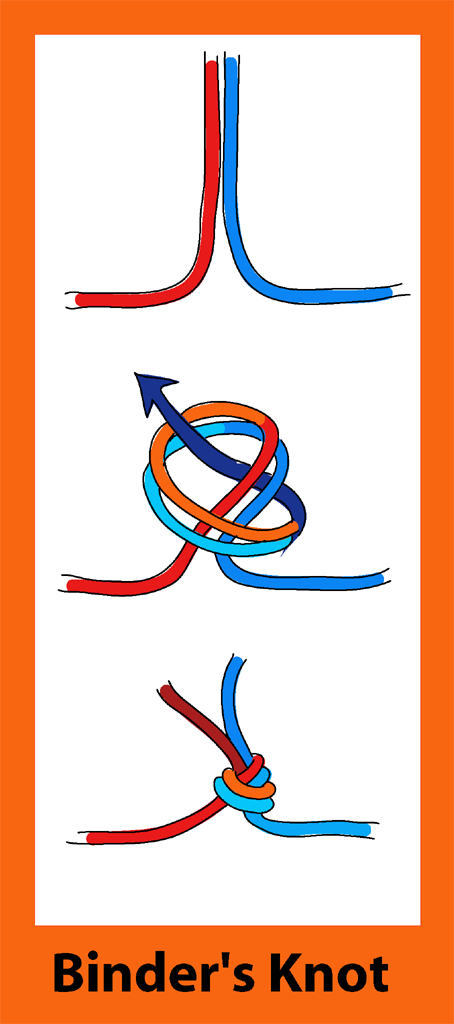
способ завязывания дубового узла пошагово

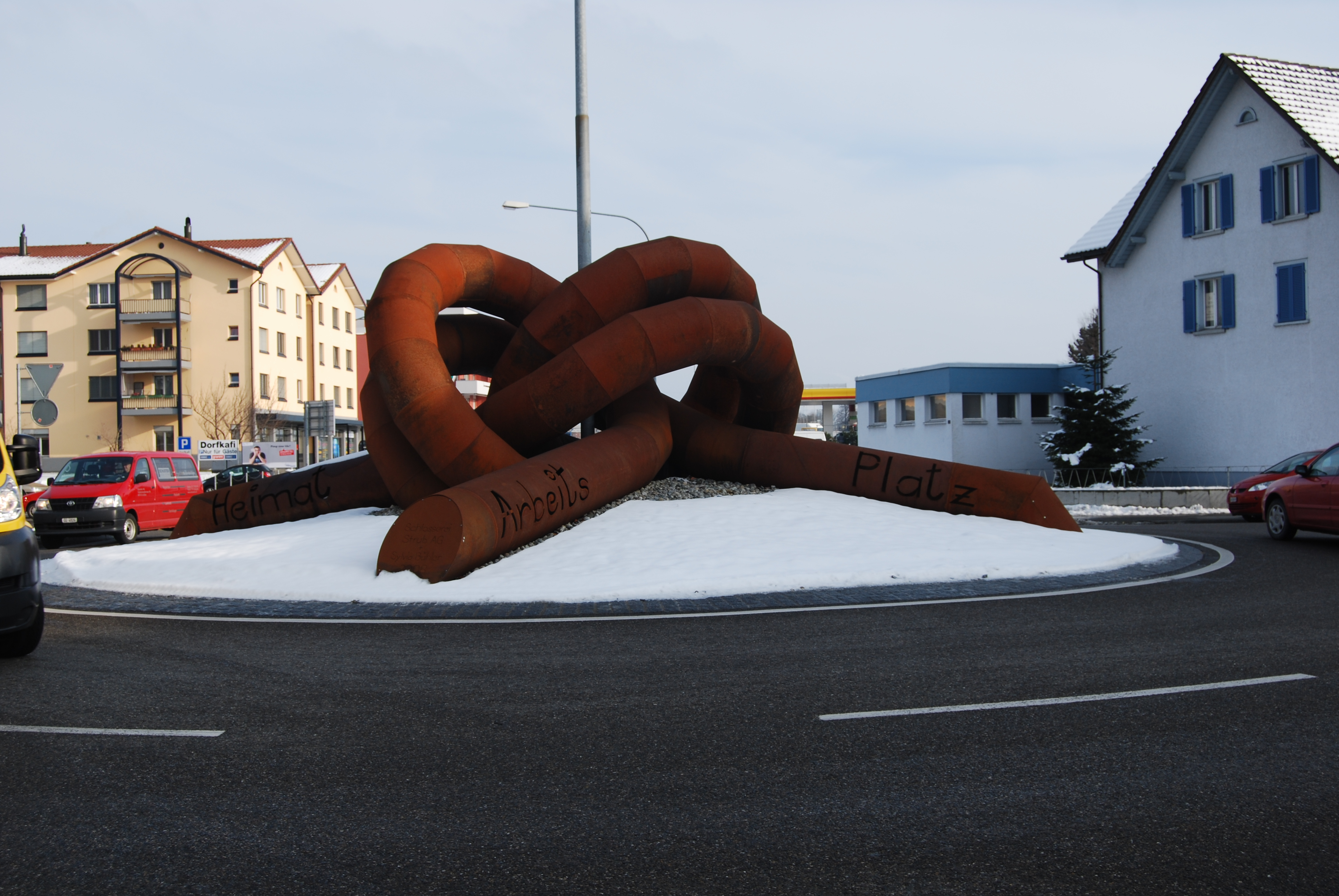
Скульптура Auer Kreisel на круговом перекрёстке, Санкт-Галлен (кантон), 2008

Связать простым узлом ходовые концы пары верёвок (концы верёвок, выходящих из узла, обязательно должны быть длиннее, чем у других узлов).
Ошибки при завязывании
- Концы слишком коротки (риск саморазвязывания под нагрузкой)
- Завязан с перехлёстом (труднее развязывать)

## Признаки
Плюсы
- Узел — прост
- Позволяет завязать быстро
- Завязанный узел плавно «обтекает» препятствия при продёргивании, не зацепляется, не застревает

Минусы
- Узел — самый ненадёжный из всех соединяющих узлов[2], «ползёт» (поэтому требование UIAA — оставлять концы длиннее, чем для других узлов)
- Большой расход верёвки (несмотря на малый размер самого узла, концы связываемых верёвок надлежит оставлять длинными, значительно длиннее остальных узлов)
- Трудно развязывать после натяжения (или на мокрых верёвках)

## Применение
В быту
- Ткачи соединяют этим узлом пряди на конце шерстяной ткани
- При изготовлении сачка для извлечения рыбы из воды, сеть завязывают множеством дубовых узлов[19]
- Узел используют мясники для подвязывания ветчины при засолке и копчении[2]
- В быту узлом связывают любые верёвки (разных материалов, диаметров, новые со старыми, надорванные с цельными)
- Используют переплётчики книг[2]

В альпинизме
- В альпинизме узел применяют для связывания верёвок одинакового диаметра[20]
- Для связывания концов репшнура для создания петли при использовании схватывающего узла[21]
- Для организации полиспастных систем[22]